# Stort brud
Stort brud (russisk: Великий перелом) er en sovjetisk film fra 1945 af Fridrich Ermler.

## Medvirkende
- Mikhail Derzjavin, Sr som Muravjev
- Pjotr Andrievskij som Vinogradov
- Jurij Tolubejev som Lavrov
- Andrej Abrikosov som Krivenko
- Aleksandr Zrazjevsky som Pantelejev